# Urbank (Minnesota)
Urbank ist eine City im Otter Tail County in Minnesota in den Vereinigten Staaten. Das U.S. Census Bureau hat bei der Volkszählung 2020 eine Einwohnerzahl von 52 ermittelt.

## Geographie
Nach den Angaben des United States Census Bureaus verfügt die Ortschaft über eine Fläche von 1,9 km², dies ist alles Land und der Ort verfügt nicht über Gewässerflächen.

## Demographie
Zum Zeitpunkt des United States Census 2000 bewohnten 59 Personen die Stadt. Die Bevölkerungsdichte betrug 31,2 Personen pro km². Es gab 33 Wohneinheiten, durchschnittlich 17,5 pro km². Die Bevölkerung Urbanks bestand vollständig aus Weißen.
Die Bewohner Urbanks verteilten sich auf 32 Haushalte, von denen in 21,9 % Kinder unter 18 Jahren lebten. 43,8 % der Haushalte stellen Verheiratete, 3,1 % hatten einen weiblichen Haushaltsvorstand ohne Ehemann und 46,9 % bildeten keine Familien. 46,9 % der Haushalte bestanden aus Einzelpersonen und in 25,0 % aller Haushalte lebte jemand im Alter von 65 Jahren oder mehr alleine. Die durchschnittliche Haushaltsgröße betrug 1,84 und die durchschnittliche Familiengröße 2,59 Personen.
Die Bevölkerung verteilte sich auf 15,3 % Minderjährige, 10,2 % 18–24-Jährige, 26,6 % 25–44-Jährige, 22,0 % 45–64-Jährige und 28,8 % im Alter von 65 Jahren oder mehr. Das Durchschnittsalter betrug 48 Jahre. Auf jeweils 100 Frauen entfielen 103,4 Männer. Bei den über 18-Jährigen entfielen auf 100 Frauen 108,3 Männer.
Das mittlere Haushaltseinkommen in Urbanks betrug 40.625 US-Dollar und das mittlere Familieneinkommen erreichte die Höhe von 46.458 US-Dollar. Das Durchschnittseinkommen der Männer betrug 31.250 US-Dollar, gegenüber 12.083 US-Dollar bei den Frauen. Das Pro-Kopf-Einkommen in Urbank war 15.105 US-Dollar. 7,3 % der Bevölkerung und keine der Familien hatten ein Einkommen unterhalb der Armutsgrenze, davon keine Minderjährigen und 20 % der Altersgruppe 65 Jahre und mehr betroffen.